# さくらの境
『さくらの境』（さくらのきわ）は、竹本泉による日本の漫画。メディアファクトリーの『コミックフラッパー』にて2004年11月号から2008年9月号まで全46話が掲載された。なお単行本はMFコミックスより全4巻が出版されている。タイトルについて作者の竹本は当初、「さくらの郷」を考えていたが、郷の字が「きょう」や「ごう」としか読めず、すわりが良くないため、「さくらの境」になった。

## あらまし
両親のブラジル転勤をきっかけに、叔母の家に居候することになった主人公の佐々桜。そこは丘の上にあり、桜の樹に囲まれ、猫10匹も住む少し不思議な家だった。叔母の取材旅行をきっかけに叔母の家で留守番生活をすることになった同級生で近所に住む上桜二子と姉の一子、叔母が飼っている猫10匹との何気ない自活生活を描いた作品。

## 主な登場人物
佐々桜（ささ さくら）
本作品の主人公。初登場時は中学3年生だったが、第7話で高校生となった。両親のブラジル転勤にはついて行かず、1人日本に残り、同じ町内に住む叔母である世志野多摩子（後述）の家に居候することになった。しっかり者で面倒見がよい性格。風邪をひいた二子を看病し、ホットケーキを焼いたことをきっかけに、彼女に甘えられるようになり、おさんどんをする羽目になった。同級生からは甘えられ上手だと評されている。
上桜二子（うえさくら ふたこ）
桜の同級生。世志野の家の近所に住んでおり、彼女からは「にこちゃん」と呼ばれていた。生徒会長の職だけでなく家事も完ぺきにこなし、一見するとしっかり者だが、実は寂しがりやで甘えん坊。世志野が海外取材で家を空けることになったため、留守番として世志野の家に来た。当初はしっかりモードであったが、風邪をひき桜に看病されたことで甘ったれモードに入ってしまった。以来、学校ではしっかりモードだが、家に帰ると桜に甘えきるようになり、寝る時や風呂など、いつも一緒にいるようになった。また朝やお休みの時まで所構わずキスするようになったが、恋愛感情を持っているわけではないらしい。
上桜一子（うえさくら いちこ）
二子の姉。初登場時は高校1年生。二子より年上であるにもかかわらず背が低かったため、当初、桜は二子から「妹はいない」と聞いていたこともあり二子の弟と勘違いしていた。天真爛漫な性格。世志野の家では家事はほとんどしておらず、留守番生活を満喫している。
世志野多摩子（よしの たまこ）
桜の叔母。桜と同じ町内に住んでおり、翻訳業を営んでおり、取材旅行で家を空けることもしばしば。子供の時、母親（桜の祖母）に本を捨てられた反動からか片づけるのが苦手となり、家には本があふれかえるようになっている。
三坂匡（みさか たすく）
桜と二子の同級生。猫が好きで、叔母の家で猫に囲まれて暮らす桜のことをうらやましく感じている。
森田守美
桜と二子の同級生。
榎本賀寿子（えのもと かずこ）
桜と二子の同級生。評議委員会の委員長をしており、生徒会長である二子をお世話する立場にいる。
ペール・ニルソン
多摩子のボーイフレンド（ただし本人の自称で多摩子は否定している）。多摩子の外国における下宿先の息子。
桜のママ
多摩子の姉。パパの転勤に伴いブラジルで生活しているため、登場する機会はあまり多くない。第36話から第44話まで日本に一時帰国した。
桜のパパ
転勤によりブラジルで仕事しているため、登場する機会はあまり多くない。第44話で日本に一時帰国した。

## 単行本
- 竹本泉 『さくらの境』 メディアファクトリー〈MFコミックス〉、全4巻
  1. 2005年6月30日初版発行（2005年6月23日発売[2]）ISBN 4-8401-1311-4
  2. 2006年2月28日初版発行（2006年2月23日発売[3]）ISBN 4-8401-1361-0
  3. 2007年1月31日初版発行（2007年1月23日発売[4]）ISBN 978-4-8401-1657-2
  4. 2008年10月31日初版発行（2008年10月23日発売[5]）ISBN 978-4-8401-2285-6